# Polia ganeo
Polia ganeo là một loài bướm đêm trong họ Noctuidae.